# Mniotype inexpectata
Mniotype inexpectata é uma espécie de insetos lepidópteros, mais especificamente de traças, pertencente à família Noctuidae.
A autoridade científica da espécie é Weidlich, tendo sido descrita no ano de 2001.
Trata-se de uma espécie presente no território português.